# Kossuth Rádió
A Kossuth Rádió a Duna Médiaszolgáltató első számú rádióadója. Híreket, kulturális, tudományos és közéleti műsorokat közvetít. A rádió fő hírműsora, a Krónika naponta többször hallható.
Tulajdonosa a Közszolgálati Közalapítvány, annak kezelője a kormány által kinevezett Médiatanács. A rádióadót – főleg a Fidesz 2010-ben kezdődő (de inkább a 2014-es választási győzelme utáni) kormányzása óta – kormánypárti elfogultsággal vádolják.

## Története
- 1949. február 1-jén a korábbi Budapest I. felvette a Kossuth Rádió nevet.
- 2007. február 1-én a nyugati normás URH adóhálózat kiépítését követően lekapcsolták a 66-73 MHz-es sávot.
- 2007. június 4-én új műsorstruktúrát vezettek be és a csatorna nevét MR1-Kossuth Rádióra változtatta.
- 2011 májusában fokozatosan elhagyták a rádió nevéből az MR1 szócskát.
- 2012. július 27-én a közmédia összes csatornájával együtt új logót és megjelenést kapott.
- 2013. március 15-én a Magyar Rádió összes csatornája új hangzásvilággal jelentkezik.
- 2018. szeptember 17-én a rádió szignáljaiban Varga János hallható, de a hangzásvilág megmaradt.[forrás?]

### A névadásról

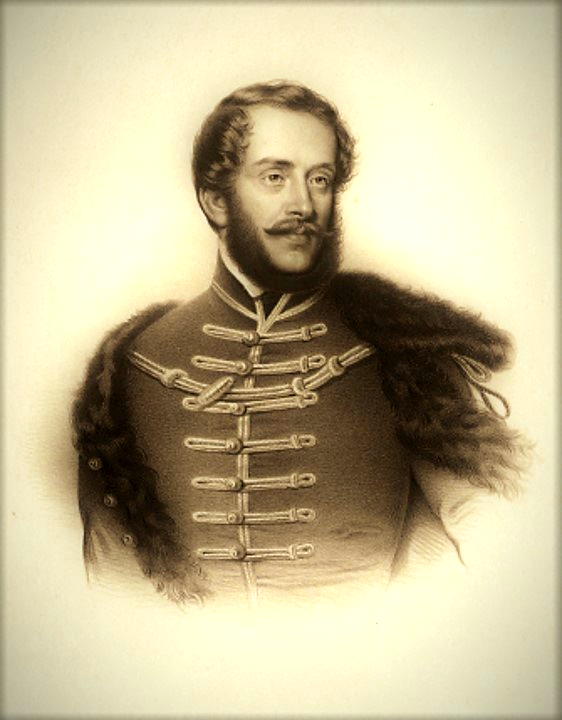
A kommunista kormányzat a nemzeti főadót Kossuth Lajosról nevezte el, így 1949. február 1-jén Budapest I. fölvette Kossuth, Budapest II. pedig Petőfi nevét

A második világháborúnak mindjárt a kezdetén (1941. szeptember 29-én, a pákozdi csata emléknapján) felállítottak egy magyar nyelvű rádiót Moszkvában Kossuth Rádió néven. A német csapatok előretörése miatt hamarosan át kellett telepíteniük Ufába, Baskíriába. Ez a műsor a moszkvai rádió magyar nyelvű adásától függetlenül működött. 1941. július 24-től a műsorát napi négy adásra bővítették. 1942-ben az adó visszatelepült Moszkvába. Adását 1945. április 4-én szüntette be. Felelős szerkesztője Révai József volt. Ez az előzmény is hozzájárult, hogy később a kommunista kormányzat a nemzeti főadót Kossuthról nevezze el.

## A rádió vételkörzete

### Ultrarövidhullámon(FM)
A Kossuth Rádió műsora ultrahullámon a nap 24 órájában hallható. Az NMHH döntése értelmében a 2014. január 2-ától hatályba lépő hálózatfejlesztéseknek köszönhetően új frekvenciákon érhető el műsora. Többnyire a néhai Neo FM által használt frekvenciákon, míg a rádió korábbi frekvenciáit a Dankó Rádió örökölte meg. Lakossági ellátottsága 90%, még területi lefedettsége 88%.
A kékkel jelölt területeken a korábbihoz képest változnak a vételi frekvenciák, míg a zölddel jelölt területeken a korábban használt frekvenciákon hallható a műsor.
- Aggtelek 94,6 MHz
- Bácsalmás 95.0 MHz
- Balassagyarmat 93,7 MHz
- Barcs 89,5 MHz
- Battonya 105,4 MHz
- Békéscsaba 97,3 MHz
- Budapest 107,8 MHz
- Cegléd 93,0 MHz
- Csávoly 96,7 MHz
- Debrecen 99,7 MHz
- Fehérgyarmat 105,9 MHz
- Gerecse 105,6 MHz
- Győr 87,6 MHz
- Kab-hegy 107,2 MHz
- Kaposvár 96,7 MHz
- Karcag 97,9 MHz
- Kazincbarcika 97,7 MHz
- Kecskemét 104,9 MHz
- Kékes 95,5 MHz
- Kiskőrös 88,4 MHz
- Kiskunhalas 102.7 MHz
- Komádi 103,0 MHz
- Mezőkovácsháza 88,3 MHz
- Miskolc 97,1 MHz
- Mosonmagyaróvár 95,0 MHz
- Nagyatád 104.1 MHz
- Nagykanizsa 90,2 MHz
- Paks 92,0 MHz
- Pécs 95,9 MHz
- Sárvár 96,0 MHz
- Sátoraljaújhely 91,9 MHz
- Sopron 96,8 MHz
- Szeged 90,3 MHz
- Székesfehérvár 92,3 MHz
- Szekszárd 99.0 MHz
- Szentes 100,4 MHz
- Szolnok 94,3 MHz
- Szombathely 93,0 MHz
- Tamási 99,6 MHz
- Telkibánya 90,2 MHz
- Tokaj 97,5 MHz
- Úzd 101,5 MHz
- Vasvár 91,6 MHz
- Zalaegerszeg 102,6 MHz

### Középhullámon(AM)
A Kossuth Rádió műsora középhullámon nem 24 órás. Hétköznap 4.25-től 22.30-ig, hétvégén 4.55-től 22:30-ig hallható. A 2000-es évekig éjfélig volt elérhető középhullámon, ezt később visszavágták 21 órára, amit a 2010-es évek elején meghosszabbítottak 22.30-ra. Az intézkedés részben takarékossági, részben hullámterjedési okokkal magyarázható. A Radio of the State of Kuwait (Sulaibiyah) 600 kW-os adó a hullámterjedési sajátosságok miatt este zavarta a Kossuth Rádió vételét. December 31-én, illetve különleges, indokolt vagy rendkívüli alkalmakkor az adás nem 22 óra 30 perckor, hanem éjfél után áll le, vagy 24 órában hallható.
- Solt (országos) 540 kHz

Ezen a frekvencián a műsor (változó minőségben) gyakorlatilag nappal az egész Kárpát-medencében fogható, szerencsés vételi körülmények között néha távolabb is. Ezen felül éjjelente egész Európában jó minőségben fogható. Emellett hobbistáknak sikerült Michiganben és Malajziában is befogni a Kossuth Rádió adását.

### Műholdon
A rádió több műholdon is fogható 24 órában:
- Műhold: Thor 5;

Frekvencia: 11,785 Ghz;
Transzponder (nyugati): BSS04/C04;
Vételkörzet: Európa;
Polarizáció: Horizontális;
Szimbólumsebesség: 28000 MS/s;
FEC: 7/8, szabadon fogható;
- Műhold: Eutelsat 9B

Vételkörzet: Európa;
Pozíció: 9.0 fok Kelet;
Frekvencia: 11,958 GHz;
Transzponder: E13;
Polarizáció: vertikális;
Műsorvezetők:
- Geri Klára
- Juhász Tímea
- Szendrei Edit
- Mohácsi Edit
- Cataluccio Andrea
- Varga János
- Diós Judit
- Süveges Gergő
- Hegyesi Gabriella

Megjegyzés: DVB-S2

## Műsorok

### Jelenlegi műsorok
- 30 perc alatt a Föld körül – nemzetközi magazin
- A hely
- A nap kérdése
- Regényes történelem
- Déli harangszó
- Esti beszélgetés
- Gondolat-jel
- Hajnal – Táj – a vidék magazinja
- Jó napot, Magyarország! – délutáni magazinműsor
- Jó reggelt, Magyarország! – reggeli hírmagazin
- Kihívás – amiről a világ vitatkozik
- Krónika – hírműsor délben, délután, kora este, késő este
- Délelőtt
- Ütköző – délutáni belpolitikai vitaműsor
- Oxigén
- Rádiókabaré
- Az este
- Sportvilág
- Vasárnapi újság
- Vendég a háznál – gyermeknevelési műsor
- Világóra

### Korábbi műsorok
- 168 óra – heti belpolitikai magazin
- 180 perc – reggeli hírmagazin
- A Szabó család – rádiós szappanopera hetente
- Családi tükör – belpolitikai magazin
- Diszkotéka – zenei magazin
- Ecomix – gazdasági magazin
- Egy csepp emberség – kétperces riportok emberséges emberekkel
- Első kézből – Forró Tamás és Havas Henrik politikai oknyomozó műsora a rendszerváltás hajnalán
- Esti magazin[13] – hírműsor este
- Falurádió – hajnali mezőgazdasági rovat
- Föld-adta sors… – portréműsor
- Ki nyer ma? – komolyzenei kvízműsor hétköznaponta
- Kopogtató – hétvégi portréműsor
- Mérleg – késő esti magazinműsor
- Miska bácsi levelesládája – gyermekműsor
- Mit üzen a rádió? – közéleti magazin
- Szivárvány – belpolitikai magazin
- Szonda – tudományos magazin
- Törvénykönyv – jogi tanácsadó műsor
- Világvevő – nemzetközi magazin
- Napközben – szolgáltató magazin